# جرائم الشرف في باكستان

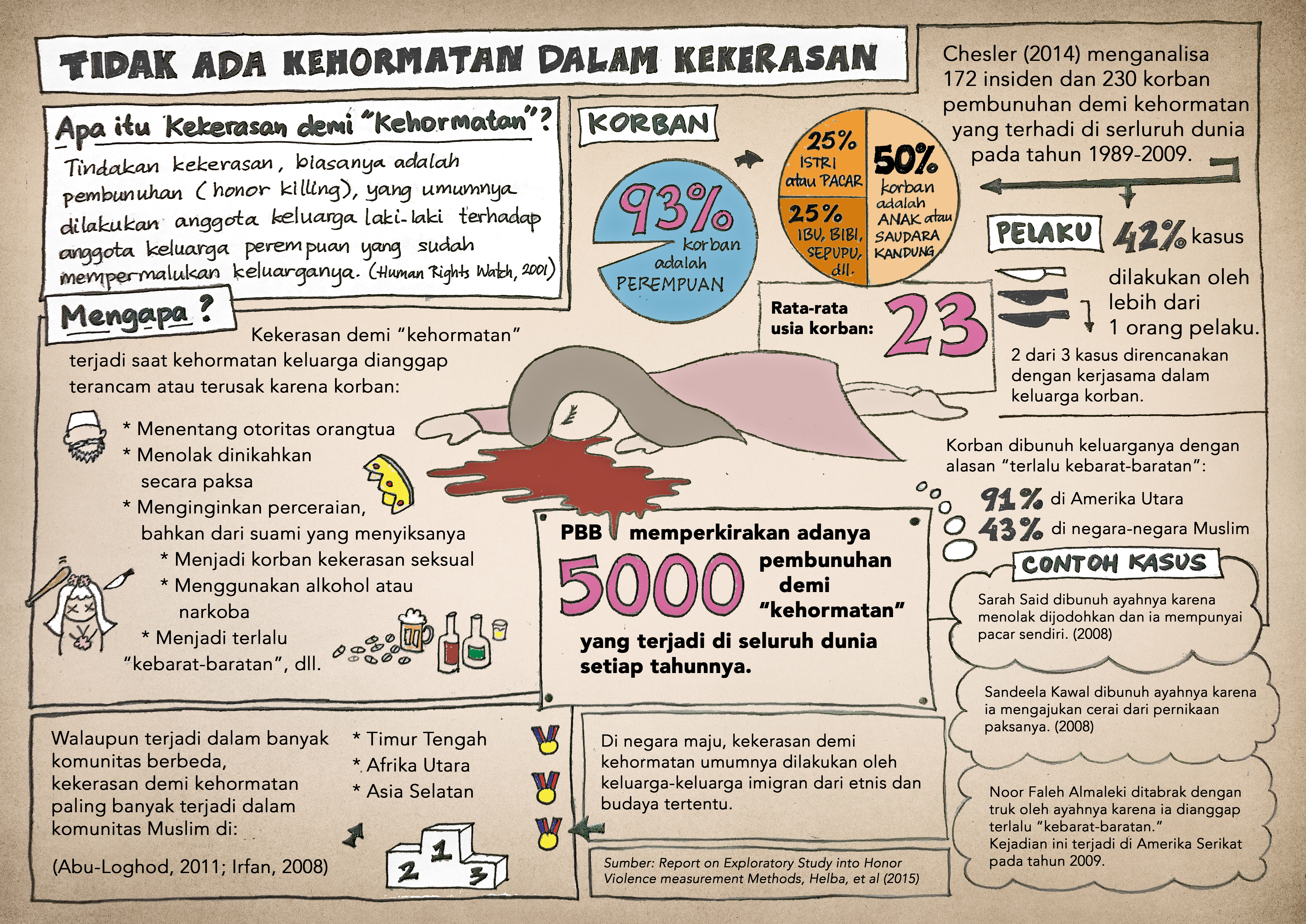
إنفوجرافيك جرائم الشرف

تُعرف جرائم الشرف في باكستان محليًا باسم کاروکاری (بالأردوية: کاروکاری)‏ لدى باكستان أكبر عدد من حالات القتل دفاعًا عن الشرف الموثَّقة والمقدَّرة للفرد الواحد في أي بلد في العالم. ويحدث حوالي خُمس جرائم الشرف في العالم في باكستان، 1000 من أصل 5000 جريمة سنويًا. جرائم الشرف هي قتل فرد من أفراد أسرة أو الفئة الاجتماعية على يد أفراد آخرين، اعتقادًا بأن الضحية قد جلبت العار على الأسرة أو المجتمع، فيُعَد موت الضحية طريقة لاستعادة سمعة الأسرة وشرفها.
ربما كان القتل حفاظًا عن الشرف ممارسة موجودة في باكستان ألوف السنين، ورغم الإصلاحات القانونية الأخيرة، ما زال ممارسةً شائعة في باكستان حتى الآن. يحاول الناشطون الدوليون والباكستانيون على حد سواء وضع حد لهذه الممارسة، مع أن البعض يقول إن التغيير لن يحدث فرقًا ما لم يختر الجمهور العام إدانة هذه الممارسة.

## الخلفية الثقافية
القتل حفاظًا عن الشرف هو جريمة قتل متعمدة، يُقتل فيه شخص بسبب سلوكه غير الأخلاقي الفعلي أو المتصور. وقد يتخذ هذا «السلوك غير الأخلاقي» شكل الخيانة الزوجية المزعومة، ورفض الزواج المرتب، والمطالبة بالطلاق، أو سلوك غزلي مزعوم، أو التعرض للاغتصاب. فالشبهات والاتهامات وحدها تكفي مرات عديدة لتلطيخ شرف الأسرة، ومن ثم تبرر قتل المرأة.
وفي عادات الأسرة، تنظم حياة المرأة بالحفاظ الصارم على ميثاق الشرف. وللحفاظ على عفة المرأة، يجب أن تلتزم المرأة بالممارسات الثقافية التقليدية والاجتماعية المتعلقة بوضع المرأة أو شرف الأسرة، مثل ممارسة «البُردة»، أي الفصل بين الجنسين. وكثيرًا ما تكون جرائم الشرف أعقد من الذرائع المعلنة للجناة. غالبًا، تتعلق الجريمة بمشكلات الميراث أو تسوية النزاعات أو التخلص من الزوجة، أو للزواج بأخرى. أكدت وكالات حقوق الإنسان في باكستان مرارًا وتكرارًا أن الضحايا هن في كثير من الأحيان نساء يرغبن في الزواج بمحض إرادتهن. في مثل هذه الحالات، تحتفظ الضحية بممتلكات لا يرغب أفراد عائلتها الذكور في خسارتها إذا اختارت المرأة الزواج من خارج الأسرة.
لفت تقرير لمنظمة العفو الدولية صدر سنة 1999 الانتباه خصوصًا إلى «عدم منع السلطات عمليات القتل هذه بالتحقيق مع مرتكبيها ومعاقبتهم». وفقًا للمدافعين عن حقوق المرأة، فإن تصور المرأة بوصفها ملكية وشرفًا متأصلة بعمق في النسيج الاجتماعي والسياسي والاقتصادي لباكستان، لدرجة أن الحكومة تتجاهل معظم الحالات اليومية التي تتعرض فيها النساء للقتل والتشويه على أيدي أسرهن. إضافةً إلى حقيقة أن الكثير من المناطق القبلية الباكستانية شبه مستقلة ويحكمها زعماء أصوليون في كثير من الأحيان، ما يصعب فرض القانون الفيدرالي.

### المصطلحات
يوضح كل من «أبياه» و«جفري» الأهمية التاريخية لمصطلح «کاروکاری» (بالأردوية: کاروکاری)‏ في باكستان، يمكن ترجمة كارو إلى رجل أسود «أو أسود» وكاري إلى امرأة سوداء «أو سوداء». وتشير إلى الجماع خارج دائرة الزواج. وينتشر استخدام مصطلح «کاروکاری» مرادفًا للقتل بدافع الحفاظ على الشرف، لا سيما في منطقة «السند» في باكستان.
كان «کارو» و«کاری» في الأصل مصطلحين مجازيين «للزانية» أو «الفاجرة»، لكنهما استُخدما لوصف أشكال متعددة من السلوك غير الأخلاقي. وفور وصم المرأة «بالكاري»، يعد أفراد الأسرة أنفسهم مخولين بقتلها وقتل المتهم الآخر «كارو» لاستعادة شرف الأسرة. وفي معظم الحالات، تكون ضحية الاعتداءات أنثى ويكون المعتدون عليها من الذكور في أسرتها أو مجتمعها.

### الضغوط الثقافية
باكستان مجتمع جماعي أسري، ومن ثم فإن الحدود الاجتماعية والاعتبار المجتمعي يقومان على الشرف، في هذه الحالة، يرتكز الشرف على سلوك الأقارب أو أفراد مجموعة معينة. ويصف المثل الشعبي الباكستاني التالي الأهمية الثقافية للشرف: «عندما تضيع الثروة لا يضيع شيء، عندما تفقد الصحة يضيع شيء، عندما نخسر الشرف نخسر كل شيء». في باكستان، يركز الشرف أكثر على مفهوم المجتمع مقابل الأدلة الفعلية. الشرف مهم لكل من النساء والرجال، وتحمي المرأة الشرف بالتواضع وتحمي الرجل بالرجولة. إن المنظور الثقافي وراء الشرف هو أنه إذا فعلت المرأة شيئًا يعده المجتمع المحلي غير محتشم، يجب على الرجال في أسرتها التمسك برجولتهم واستعادة شرف الأسرة بقتل المرأة. وإذا لم يكتمل هذا الفعل، قد يمتد العار إلى ما هو أبعد من الأسرة المباشرة إلى كامل النسب، أو حتى إلى المجتمع بأسره. توجد العديد من الخصائص الثقافية الأخرى التي تسهم في الشرف متضمنةً التخويف الشديد بالموت.
نتيجةً لذلك، فإن مرتكب جريمة جرائم الشرف تحظى باحترام كبير في المجتمع بسبب شجاعته، ولأن ما تحمّله لقتل شخص آخر كان أسوأ من الموت نفسه.

## الانتشار
في البلدان الأخرى، العدد الدقيق لجرائم الشرف غير معروف. وثقت لجنة حقوق الإنسان الباكستانية 460 حالة من جرائم الشرف المبلغ عنها سنة 2017، ضحيتها 194 من الذكور و376 من الإناث. ومن بين عمليات القتل هذه، نشبت 253 حالة بسبب رفض العلاقات غير المشروعة و73 بسبب رفض اختيار الزواج. إضافةً إلى ذلك من بين العلاقة المشبوهة المعروفة مع الضحايا، كان أكثر من 93٪ من العلاقات ضمن الأسرة. مع أن هذه ليست سوى عينة من جرائم الشرف الفعلية التي حدثت عام 2017، فهي لا تزال تعطي لمحة عن خصائص جرائم الشرف في باكستان. كذلك تختلف المصادر حول العدد الدقيق سنويًا، لكن وفقًا لمنظمة «هيومان رايتس ووتش»، تقدر جرائم الشرف المرتكبة سنويًا في باكستان بنحو 1000 جريمة.
سنة 2015، قُتِل قرابة 1100 امرأة في جرائم الشرف. وسنة 2011، أبلغت جماعات حقوق الإنسان عن وقوع 720 حالة قتل دفاعًا عن الشرف في باكستان، 605 امرأة و115 رجلًا، في حين أفادت لجنة حقوق الإنسان الباكستانية عن وقوع 791 حالة قتل دفاعًا عن الشرف في البلاد سنة 2010، وذكرت منظمة العفو الدولية 960 حادثة من حوادث قتل النساء دفاعًا عن الشرف ذلك العام، وكذلك أُبلغ عن أكثر من 4000 حالة قتل دفاعًا عن الشرف في باكستان بين عامي 1998 و2004. وكان من بين الضحايا 2700 امرأة مقابل 1300 رجل، وعُرضت على المحاكم 3451 قضية. وخلال هذه الفترة، كانت أعلى المعدلات في مقاطعة «البنجاب»، تليها مقاطعة «السند». وأُبلغ أيضًا عن عدد كبير من الحالات في المقاطعة الحدودية الشمالية الغربية وفي «بلوشستان»، ذكر «نيلوفار بختيار» مستشار رئيس الوزراء «شوكت عزيز» أن ما يصل إلى 1261 امرأة قُتلن سنة 2003 في جرائم جرائم الشرف.